# مانوئل پاسکالی
مانوئل پاسکالی (انگلیسی: Manuel Pascali؛ زادهٔ ۹ سپتامبر ۱۹۸۱) بازیکن فوتبال اهل ایتالیا است.
از باشگاه‌هایی که در آن بازی کرده‌است می‌توان به باشگاه فوتبال کیلمارنوک، باشگاه فوتبال آلساندریا، باشگاه فوتبال چیتادلا، و باشگاه فوتبال پارما اشاره کرد.